# Polonium(IV)-iodid
Polonium(IV)-iodid, PoI4, ist eine chemische Verbindung des Poloniums aus der Gruppe der Iodide.

## Gewinnung und Darstellung
Polonium(IV)-iodid wird durch die Erhitzung von Polonium(IV)-oxid in Iodwasserstoff gewonnen.
{\displaystyle {\ce {PoO2 + 4 HI -> PoI4 + 2 H2O}}}

## Eigenschaften
Die Verbindung ist ein schwarzer, flüchtiger Feststoff. Polonium(IV)-iodid wird durch Schwefelwasserstoff reduziert.